# Papeete
Papeete je administrativno središte i jedna od općina (Commune) francuskog prekomorskog departmana Francuske Polinezije, na jugozapadu Tihoga oceana, od 26 181 stanovnika u užem središtu, te 124 864 u širem okruženju grada.
Papeete na tahićanskom jeziku znači vrč svježe vode, i doista tako izgleda sa svojim visokim palmama, bujnom vegetacijom punom cvijeća, što je ishod njegove blage tropske klime. Današnji grad je jedno od najvećih urbanih središta južnog Pacifika.
Papeete leži na sjeverozapadnoj obali najvećeg otoka otočja Društveni otoci (Tahiti) u odličnoj prirodnoj luci. Pored Tahićana u gradu živi i velik broj ljudi europskog i kineskog podrijetla.

## Povijest
Zbog svoje izvrsne luka grad je 1830-ih postao omiljena luka za kitolovce, i trgovište Polinezije.Kad su Francuzi izvršili preuzimanje tog dijela Polinezije 1880. odabrali su ovaj grad za sjedište svog guvernera. Od 1890. Papeete ima status općine (commune).
Krajem 20. stoljeća u Papeete je nagrnuo velik broj stanovnika sa svih otoka Francuske Polinezije pa su predgrađa Faaa, Punaauia, Pirae i Mahina značajno nabubrila.
Najveće gradske znamenitosti su Katedrala Bezgrješnoga začeća Naše Gospe i park Bougainville.

## Gospodarstvo i promet
Luka u Papeeteu je i danas glavna međupostaja za brodove koji prometuju Pacifikom, ali i za zrakoplove koji lete preko oceana. Iz luke se izvoze poljoprivredni proizvodi kopra, šećerna trska, vanilija, kava i sedefa sa školjaka.
Papeete je glavni turistički punkt za Tahiti i ostale otoke Francuske Polinezije.
Grad posjeduje međunarodnu zračnu luku koja se nalazi u predgrađu Faaa (IATA: PPT, ICAO: NTAA); udaljena je 5 km sjeverozapadno od središta.

## Vanjske poveznice
- Službene stranice grada  Arhivirana inačica izvorne stranice od 20. svibnja 2013. (Wayback Machine)
- Papeete na portalu Encyclopædia Britannica